# Karl August Weber (Anglist)
August Karl Weber (* 15. Januar 1895 in Essen; † 7. Oktober 1955 in Tübingen) war ein deutscher Anglist. Nach einem Englandaufenthalt (1924) nannte er sich Carl August Weber. Auch die Schreibung Karl August Weber wurde verwendet.

## Leben
Nach dem Schulbesuch und Abitur (Kriegsreifeprüfung) 1914 in Paderborn leistete Karl August Weber Militärdienst und war bis 1920 in russischer Gefangenschaft. Von 1921 bis 1927 studierte er Germanistik an den Universitäten Köln und Göttingen. Die Promotion erfolgte 1926 in Göttingen, das Staatsexamen 1927. Von 1927 bis 1929 war Weber Assistant Lecturer am German Department der Universität Sheffield, anschließend wissenschaftlicher Assistent in Göttingen. 1935 habilitierte  er sich  hier für das Fach Englische Philologie bei Hans Hecht und lehrte als Privatdozent. Ab dem Wintersemester 1936/37 übernahm er die Vertretung des Lehrstuhls für Englische Sprache und Literatur an der Eberhard Karls Universität Tübingen und wurde 1938 auf diesen Lehrstuhl berufen. Weber wurde 1937 Mitglied der NSDAP. Von 1940 bis 1942 war er Dekan der Philosophischen Fakultät. 
Am 5. Juli 1945 wurde er im Rahmen der Entnazifizierung aus dem Lehramt entlassen. Seine Wiedereinsetzung in das Lehramt erfolgte nach einem neuerlichen Spruchkammerurteil als „Entlasteter“ mit Beginn des Wintersemesters 1949/50.

## Schriften
- Bildungsideal und Bildungsprobleme Englands und Schottlands, Verl. "Hochschule u. Ausland", Charlottenburg 1925 (Schriften der Deutschen Studentenschaft. Neue Folge).
- Der Dichter des Heliand im Verhältnis zu seinen Quellen, Dieterich, Göttingen 1927 (Dissertation).
- Bristols Bedeutung für die englische Romantik und die deutsch-englischen Beziehungen, Niemeyer, Halle (Saale) 1935 (Studien zur englischen Philologie, Band 89) (Habilitationsschrift).
- Grundzüge der englischen Außenpolitik. In: Jahresbände der Wissenschaftlichen Akademie des NSD-Dozentenbundes, Band 1 (1937/1939), S. 309–327.
- (als Hrsg.): Die englische Kulturideologie, zwei Bände, Kohlhammer, Stuttgart 1941/1943.
- (als Hrsg..): Sprache und Literatur Englands und Amerikas. Lehrgangsvorträge der Akademie Comburg, zwei Bände, Niemeyer, Tübingen 1952/1956.
- Deutsch-englische Kulturbegegnungen. In: Die Neueren Sprachen, N.F. Jg. 1953, S. 312–326.
- Vom Bildungswert der englischen Kultur. In: Franz Arnold (Hrsg.): Bildungsfragen unserer Zeit. [Theodor Bäuerle zu seinem 70. Geburtstag am 16. Juni 1952 von seinen Freunden und Mitarbeitern dargeboten], Klotz, Stuttgart 1953, S. 140–164 (2. Auflage 1956).